# Flèche

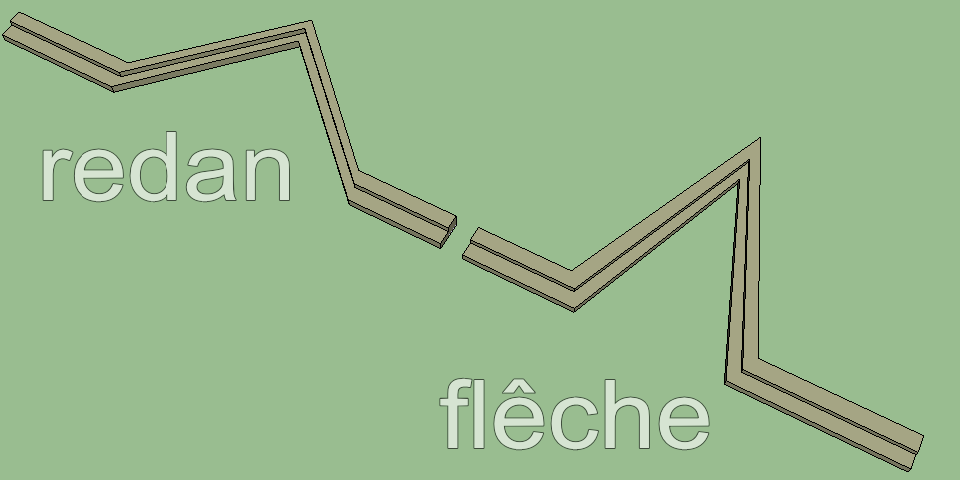
Links een redan, rechts een flèche

Een flèche is een klein vestingwerk, bestaande uit twee verdedigingswallen (facen genaamd), die elkaar onder een hoek raken. Het zo ontstane werk kan zelfstandig zijn (in de vorm van een versimpelde lunet, maar het is vaak onderdeel van een liniewal.
Een flèche is vrijwel identiek aan een redan, maar in dit geval raken de facen elkaar onder een hoek die scherper is dan 90 graden, terwijl bij een redan de hoek 90 graden exact is.